# Bompas (Pyrénées-Orientales)
Bompas település Franciaországban, Pyrénées-Orientales megyében. Lakosainak száma 7712 fő (2022. január 1.). Bompas Claira, Villelongue-de-la-Salanque, Perpignan és Pia községekkel határos.

## Földrajz

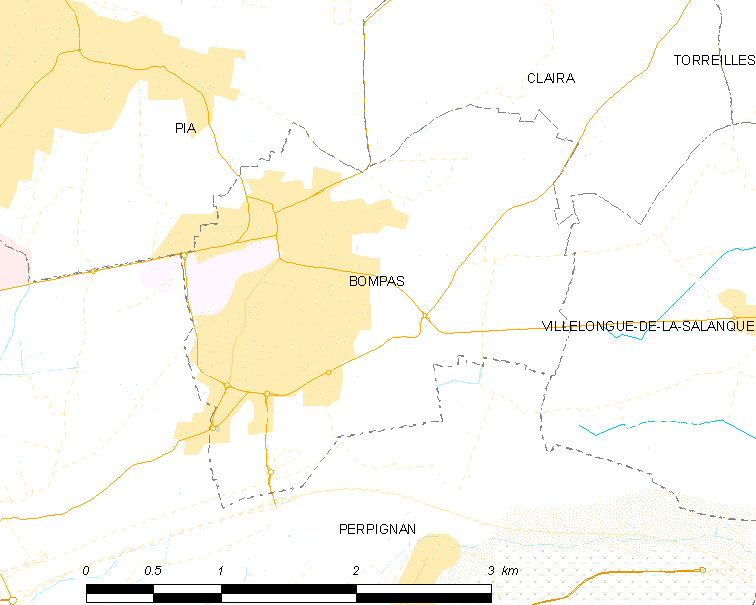
Bompas térkép

## Népesség
A település népességének változása:
| Lakosok száma | 7061 | 7129 | 7299 | 7254 | 7310 | 7426 | 7625 | 7619 | 7712 |
|               | 2013 | 2015 | 2016 | 2017 | 2018 | 2019 | 2020 | 2021 | 2022 |